# 唐豪 (1953年)
唐豪（1953年10月—），男，汉族，广东化州人，中华人民共和国政治人物，曾任广东省人民政府秘书长、办公厅主任，广东行政学院院长，广东省政协副主席。